# Stellaria papillata
Stellaria papillata är en nejlikväxtart som beskrevs av C.H.Mill. och J.G.West. Stellaria papillata ingår i släktet stjärnblommor, och familjen nejlikväxter. Inga underarter finns listade i Catalogue of Life.